# باول باركر (موسيقي)
باول باركر (بالإنجليزية: Paul Barker)‏ هو مهندس وموسيقي ومنتج أسطوانات وملحن ومهندس الصوت أمريكي، ولد في 8 فبراير 1958 في بالو ألتو في الولايات المتحدة.

## وصلات خارجية
- باول باركر على موقع IMDb (الإنجليزية)
- باول باركر على موقع ميوزك برينز (الإنجليزية)
- باول باركر على موقع ميوزك برينز (الإنجليزية)
- باول باركر على موقع أول ميوزيك (الإنجليزية)
- باول باركر على موقع ديسكوغز (الإنجليزية)
- باول باركر على موقع ديسكوغز (الإنجليزية)
- باول باركر على موقع قاعدة بيانات الفيلم (الإنجليزية)